# Ovida
Ovida (auch Odiva; † 481 oder 482) war ein spätantiker weströmischer General und Warlord wahrscheinlich gotischen Ursprungs und der letzte römische Herrscher Dalmatiens.

## Leben
Ovida oder Odiva (verschiedene Quellen verwenden unterschiedliche Schreibweisen) war ein comes, der unter Julius Nepos diente. Wie sein Name zeigt, war er germanischen, vermutlich gotischen Ursprungs. Nepos war der römische Provinzherrscher von Dalmatien unter dem Titel magister militum Dalmatiae, als der er die Nachfolge seines Onkels Marcellinus angetreten war. Bereits Marcellinus hatte sich vom Weströmischen Reich de facto unabhängig gemacht. Im Jahr 474 wurde Nepos weströmischer Kaiser, doch 475 wurde er aus Italien vertrieben und kehrte nach Dalmatien zurück. Während seines Exils in Dalmatien beanspruchte Nepos weiterhin den Kaisertitel und wurde vom Oströmischen Reich als rechtmäßiger westlicher Kaiser unterstützt.
Aus unbekannten Gründen ermordeten Ovida und ein anderer germanischer Offizier, Viator, Nepos am 9. Mai 480 in der Nähe von Salona. Möglicherweise wurde der Mord von Glycerius, Nepos’ Vorgänger als westlicher Kaiser, angestiftet, den Nepos abgesetzt und zum Bischof von Salona ernannt hatte, oder vielleicht war er durch die mangelnde Bereitschaft motiviert, sich an Nepos’ geplanter Rückeroberung Italiens zu beteiligen.
Nach Nepos’ Ermordung wurde Ovida Herrscher über das quasi selbstständige Dalmatien. Einige moderne Historiker wie Wolf Liebeschuetz beschreiben Ovidas Position als Warlord. Keine unter Ovida geprägte Münze wurde sicher identifiziert, aber es ist möglich, dass einige westliche Münzen, die in Zenos Namen geprägt wurden, in Dalmatien geprägt wurden, möglicherweise unter Ovida. Dies würde darauf hindeuten, dass Ovida Zeno nach Nepos’ Tod als seinen neuen Herrscher akzeptierte. Ovidas Herrschaft in Dalmatien wurde aber von Odoaker nicht akzeptiert, der Nepos’ Nachfolger in Italien, Romulus Augustulus, 476 abgesetzt hatte und der erste König von Italien geworden war. So fiel Odoaker in Dalmatien ein. Das Datum von Odoakers Invasion und Ovidas Niederlage ist nicht gesichert, da verschiedene Quellen unterschiedliche Daten liefern, aber er regierte dort mindestens anderthalb Jahre lang. Ovida wurde am 27. November oder 9. Dezember 481 oder 482 von Odoaker gefangen und getötet.